# Паниониос (футбольный клуб)
«Панио́ниос» (греч. Πανιώνιος Γυμναστικός Σύλλογος Σμύρνης — Panionios Gymnastikos Syllogos Smyrnis) — греческий футбольный клуб, базирующийся в афинском пригороде Неа-Смирни.
Является старейшим греческим футбольным клубом. Основан в 1890 году греческими жителями города Смирна. После Греко-турецкой войны 1919—1922 годов и последовавшего затем обмена населением, клуб переехал в Афины. Дважды становился обладателем Кубка Греции — в 1979 и 1998 годах. В Чемпионате Греции в сезонах 1950—51 и 1970—71 занимал второе место. В 1971 году выиграл Балканский кубок. В сезоне 1998—99 достиг четвертьфинала Кубка обладателей кубков.
В настоящее время выступает в греческой Суперлиге 2. Домашние матчи проводит на стадионе Неа-Смирни вместимостью 11 700 человек.

## Достижения
- Двукратный обладатель Кубка Греции: 1979, 1998
- Обладатель Балканского Кубка: 1971